# Reserva natural Rincón de Santa María
La reserva natural Rincón de Santa María es un área natural protegida ubicada a poca distancia de la localidad de Ituzaingó, en el departamento homónimo de la provincia de Corrientes, en el sector central de la mesopotamia argentina.

## Creación
La reserva fue creada en el año 1994 mediante la Ley provincial n.º 4789, como parte de las compensaciones que la Entidad Binacional Yacyretá debía realizar por la pérdida de grandes superficies luego de que el espejo de agua formado por la represa de Yacyretá llegara a su cota máxima.

La gestión del área es responsabilidad de la Fundación Ecológica Corrientes siglo XXI y el Gobierno provincial.

## Flora
La cobertura vegetal característica está conformada por pastizales de paja colorada (Andropogon lateralis) en los sectores más cercanos a la zona de inundación y espartillares (Elionurus muticus) en las áreas secas y de mejor drenaje. Las zonas más altas que permanecen fuera del espacio anegable aparece un bosque con predominio de guayaibí (Patagonula americana) y curupay (Anadenanthera colubrina).

En la costa se observan algunas especies de hábito acuático como camalotes (Eichhornia azurea) y cañas (Panicum grumosum), rodeando los troncos de árboles muertos por el anegamiento. En un pequeño sector existen plantaciones de pinos (Pinus elliottii) y eucaliptus (Eucalyptus saligna).

## Fauna
La fauna de la reserva es variada y abundante. Un estudio realizado a fin de relevar los mamíferos del área permitió observar ejemplares de carpincho (Hydrochoerus hydrochaeris), ciervo de los pantanos (Blastocerus dichotomus), zorro gris (Lycalopex gymnocercus), zorro de monte (Cerdocyon thous), liebre (Lepus europaeus), cuis común (Cavia aperea), carayá (Alouatta caraya), lobito de río (Lontra longicaudis), oso melero (Tamandua tetradactyla), yagouaroundi (Puma yagouaroundi), tatú (Euphractus sexcinctus), armadillo (Dasypus novemcinctus), entre otros menos frecuentes.
La cercanía al espacio lacustre y la abundancia de zonas anegables y de densos pastizales son el hábitat de la rana trepadora chaqueña (Hypsiboas raniceps), la ranita boyadora enana (Lysapsus limellum), la rana criolla (Leptodactylus latrans), el yacaré negro (Caiman yacare), el lagarto overo (Salvator merianae) y la cobra de vidrio (Ophiodes striatus).
La reserva forma parte de la red de áreas importantes para la conservación de las aves (AICAs) de la Argentina, identificada con el código CR03. Alberga varias especies amenazadas o raras entre las que se encuentran el yetapá de collar (Alectrurus risora) y el tachurí coludo (Culicivora caudacuta), el cachilo de antifaz (Coryphaspiza melanotis) y el carpintero garganta negra (Campephilus melanoleucos).
Los pequeños pájaros cantores se encuentran ampliamente representados. Entre muchos otros se ha registrado la presencia de los benteveos común (Pitangus sulphuratus) y rayado (Myiodynastes maculatus); el curutié colorado (Certhiaxis cinnamomeus); las ratonas aperdizada Cistothorus platensis) y común (Troglodytes aedon); los capuchinos castaño (Sporophila hypochroma), corona gris (Sporophila cinnamomea) y boina negra (Sporophila pileata); la brasita de fuego (Coryphospingus cucullatus) y los pepiteros gris (Saltator coerulescens) y verdoso (Saltator similis).